# Lina Gabrielli
Lina Gabrielli (1930 - 16 de desembre de 2016) va ser una periodista, editora i esperantista italiana.
Va ser membre honorària d'UEA i de l'Associació d'Escriptors en Esperanto. Edità el butlletí bilingüe Voce del Centro Esperantista Piceno. Des de 1974 amb l'editorial Plejado va publicar una quarantena de llibres d'alta qualitat. És autora de diverses biografies en italià, així com de volums de contes i pomes en esperanto: La kombilo (1962), Bill kaj lazuraj okuloj (1964), Karnavalo (1973), Ni devas vivi (amb K. Walraamoen, 1975), La ĝardeno de la urbestro (1978), Vivendo (1979), Nuancoj (amb K. Szczurek, 1980). Va ser la persona responsable de l'edició del llibre autobiogràfic de Victor Lebrun, darrer secretari de Lev Tolstoi, que recorda la seva relació amb l'escriptor rus; escrit originalment de forma simultània en francès, rus i esperanto, ha estat traduït a moltes altres llengües.
Les seves obres han estat incloses en diverses antologies de literatura original en esperanto, incloent-hi la Esperanta Antologio de William Auld el 1984.